# Huallata
Huallata est un village inhabité de la province de San Román au Pérou.

## Géographie
Entre le plateau de Chinchero et la vallée sacrée, il est situé à 4 383 m d'altitude au col éponyme. Bien qu'il y reste quelques bâtiments servant de refuge, il n'y a plus d'habitant au village.
Ernest Grandidier y est passé en 1858 et en laisse une description.